# Années 1020
Les années 1020 couvrent la période du 1er janvier 1020 au 31 décembre 1029.

## Évènements
- 1021 : à la mort d'Al-Hakim (13 février 1021), les Druzes, secte religieuse ismaélienne fondée par Muhammad al-Darazi et Hamza ibn Ali ibn Ahmad, persécutés par les musulmans orthodoxes d’Égypte, se réfugient en Syrie (montagnes de l’Hawran, le djebel el-Druze). Ils survivent malgré les diverses répressions, mettant en pratique la Taqîya (dissimulation) pour ne pas afficher leurs croyances. Plusieurs principes de la doctrine druze sont empruntés au messianisme, gnosticisme et au néoplatonisme. Ils croient en l’incarnation et en la métempsycose. Le calife Al-Hakim serait la dernière et principale incarnation divine (maqam)[1].
- 1021-1022 : expédition de l'empereur byzantin Basile II en Transcaucasie[2].
- 1024-1025 : disette et trouble en Égypte fatimide[3].

- 1025 :

L’empire byzantin à la mort de Basile II en 1025.

  - apogée de Byzance sous les Macédoniens[4] : annexion de la Bulgarie (1018), de l’Arménie, du Caucase et de la Géorgie (1021-1022). Guerre contre les Arabes en Asie Mineure.
  - création du royaume de Pologne[5].
  - le roi Chola Rajendra Ier (1014-1044) attaque Sriwijaya (1017 et 1025). Il domine l’océan Indien jusqu’aux îles de la Sonde, détournant à son profit le commerce extrême-oriental grâce à la sécurité qu’il assure aux routes maritimes[6].
- 1025-1026 : dernier raid de Mahmoud de Ghazni dans le Nord-Ouest de l'Inde[7].

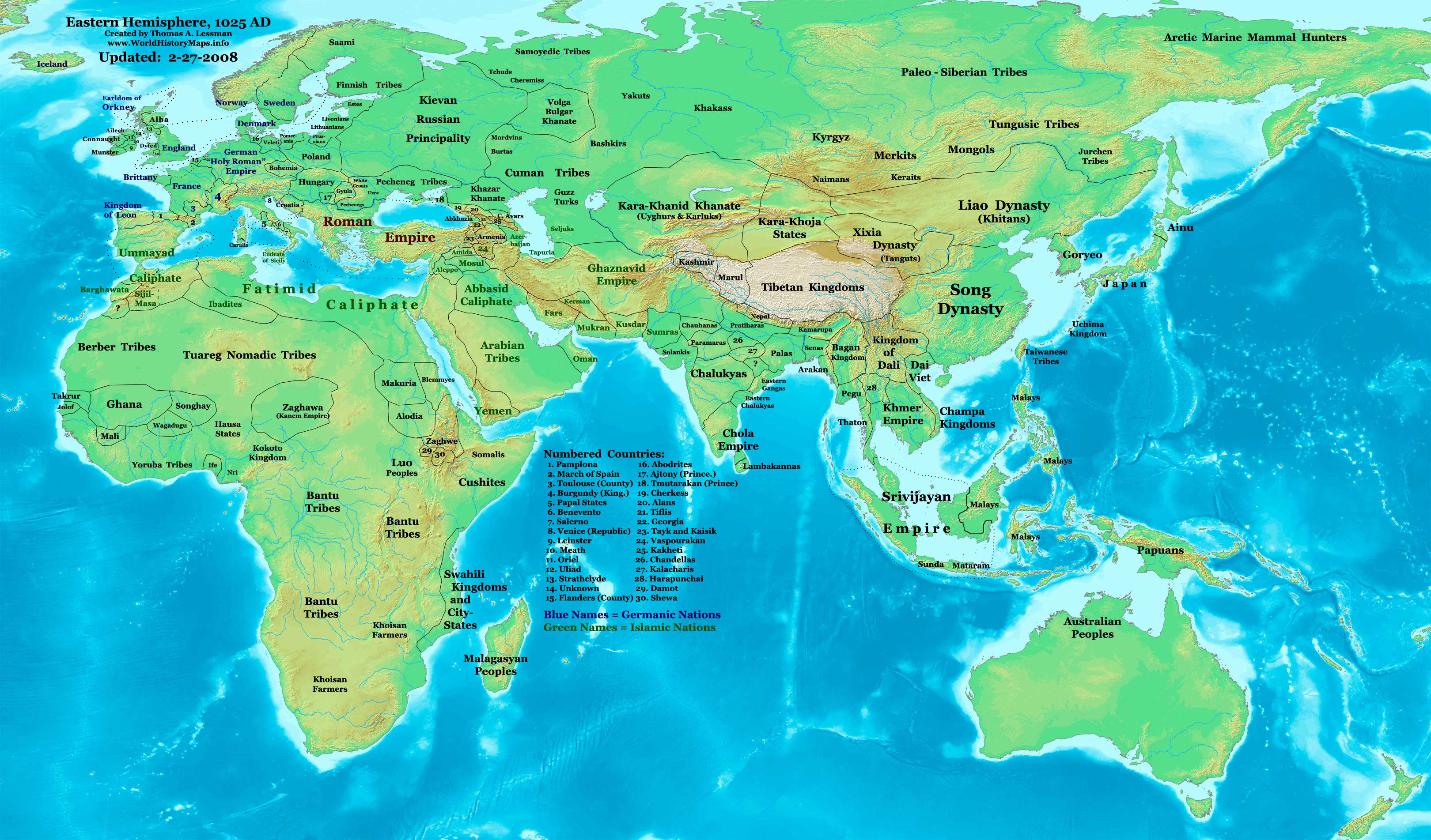
L'hémisphère oriental en 1025.
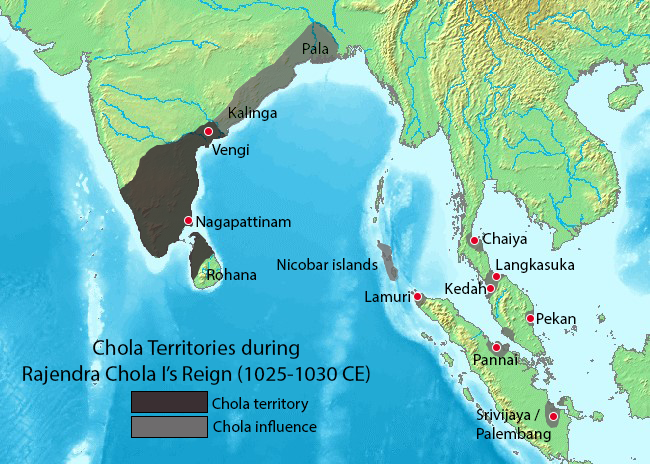
Le royaume Chola de Rajendra vers 1030.
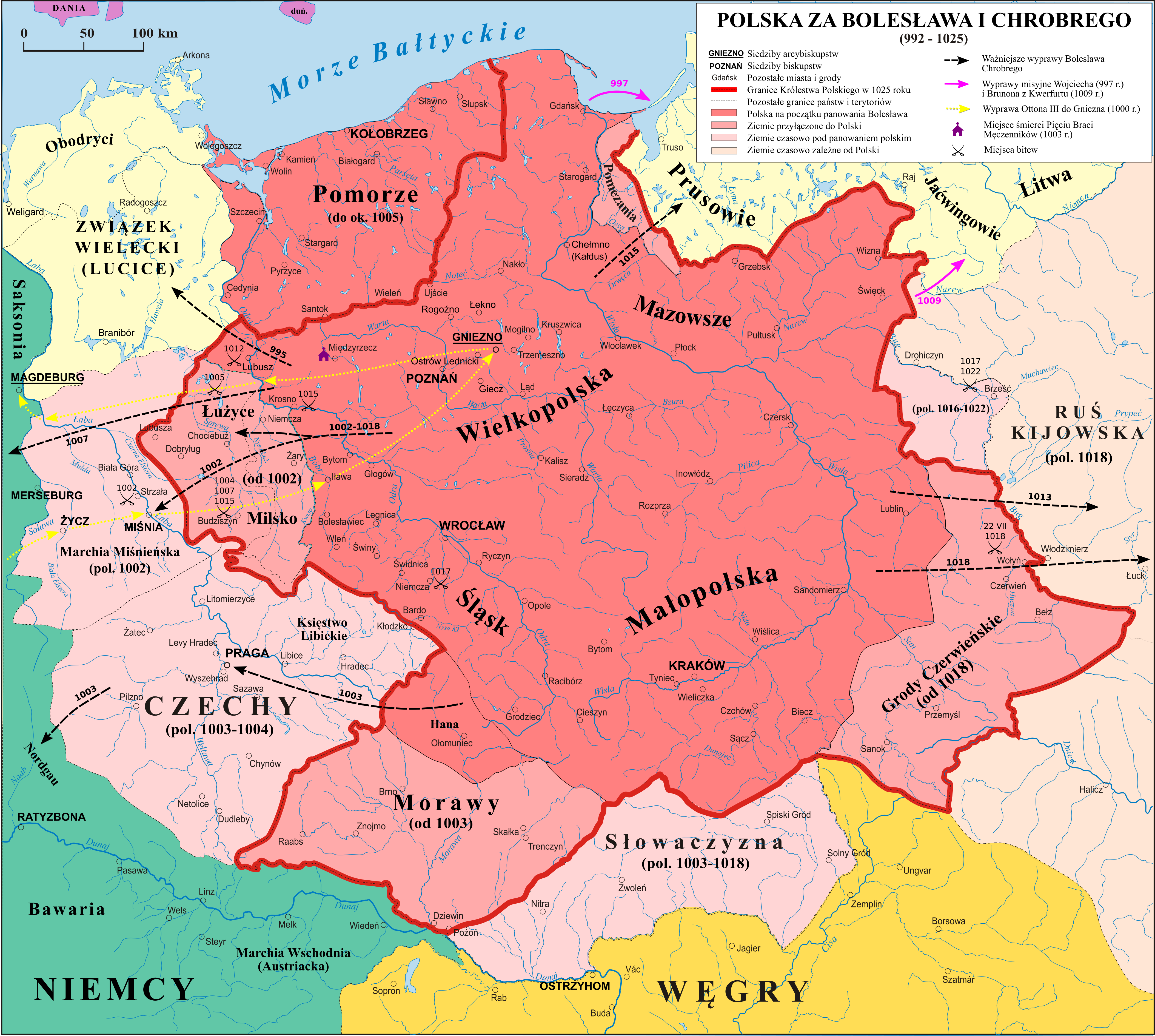
La Pologne en 1025.

## Personnages significatifs
- Al-Hakim bi-Amr Allah
- Basile II
- Boleslas Ier de Pologne
- Conrad II le Salique
- Henri II du Saint-Empire
- Henri III du Saint-Empire
- Iaroslav le Sage
- Knut II de Danemark
- Mahmûd de Ghaznî
- Minamoto no Yorinobu
- Olaf II de Norvège
- Rainulf Ier d'Aversa
- Renaud Ier de Bourgogne
- Richard III de Normandie
- Romain III Argyre
- Robert Ier de Normandie
- Robert II de France
- Robert le Magnifique
- Théodora Porphyrogénète
- Toghrul-Beg
- Zoé de Byzance